# 东坪镇 (乳源县)
东坪镇，是中华人民共和国广东省韶关市乳源瑶族自治县下辖的一个乡镇级行政单位。

## 行政区划
东坪镇下辖以下地区：
龙湖社区、东田村、长溪村、新村、茶坪村、下寨村、南水村、方武村、汤盆村、龙溪村和梯下村。